# Set Svanholm
Set Svanholm (Vasteras, 2 de septiembre de 1904 – Saltsjö-Duvnäs, 4 de octubre de 1964) fue un tenor sueco de la categoría tenor heroico. (Heldentenor), uno de los máximos exponentes de ese registro vocal junto a Lauritz Melchior y Max Lorenz. Nació en Vasteras y murió en Saltsjö-Duvnäs.
Comenzó su carrera siendo maestro de escuela y organista, estudiando en la Academia Real de Estocolmo con John Forsell, el mismo maestro de Aksel Schiotz y Jussi Björling. Estrenó como barítono en Estocolmo en 1930 como Silvio en I Pagliacci.
En 1936 cambió al registro tenor cantando Radamés en Aida de Verdi y en 1937, Lohengrin de Wagner seguidos por Otelo, Siegmund, Parsifal y Tristan. 
En 1946 estrenó en Suecia, Peter Grimes de Benjamin Britten.
Cantó en Berlín, Budapest , La Scala (1941-42), Beirut (1942), Salzburgo, Wiener Staatsoper (1938-42), en el Metropolitan Opera (1946-56), Chicago, San Francisco (1946), Covent Garden (1948-57), en 1947-48 en el teatro Colón (Buenos Aires) dirigido por Erich Kleiber, cantó Froh, Siegmund y Siegfried en El anillo del Nibelungo y Tristán e Isolda junto a Kirsten Flagstad, Viorica Ursuleac y Hans Hotter.
En 1956 se convirtió en director de la Opera Real Sueca, donde introdujo óperas nuevas como The Turn of the Screw, Mathis der Maler y The Rake’s Progress, puesto que mantuvo hasta 1963.

## Discografía de referencia
- Mahler: Das Lied von der Erde / Walter, 1953
- Mahler: Das Lied von der Erde / Oralia Domínguez, Kletzki
- R. Strauss: Daphne / Kleiber, Rose Bampton, Colon 1948
- Strauss: Die Frau ohne Schatten / Karl Böhm, Svanhoim, Et Al
- Wagner: Das Rheingold / Georg Solti, Vienna Philharmonic
- Wagner: Der Ring Des Nibelungen / Wilhelm Furtwängler, La Scala 1950
- Wagner: Die Walkure - extractos / Greindl
- Wagner: Tristan und Isolde / Kleiber, Flagstad, Colón 1948
- Wagner: Tannhäuser / Rodzinski
- Wagner: Rienzi / Krips
- Wagner: Götterdämmerung - 1942 Bayreuth / Elmendorff
- Wagner: Die Walküre - Act 1 / Schmidt-isserstedt, Nilsson